# Flora do Ceará

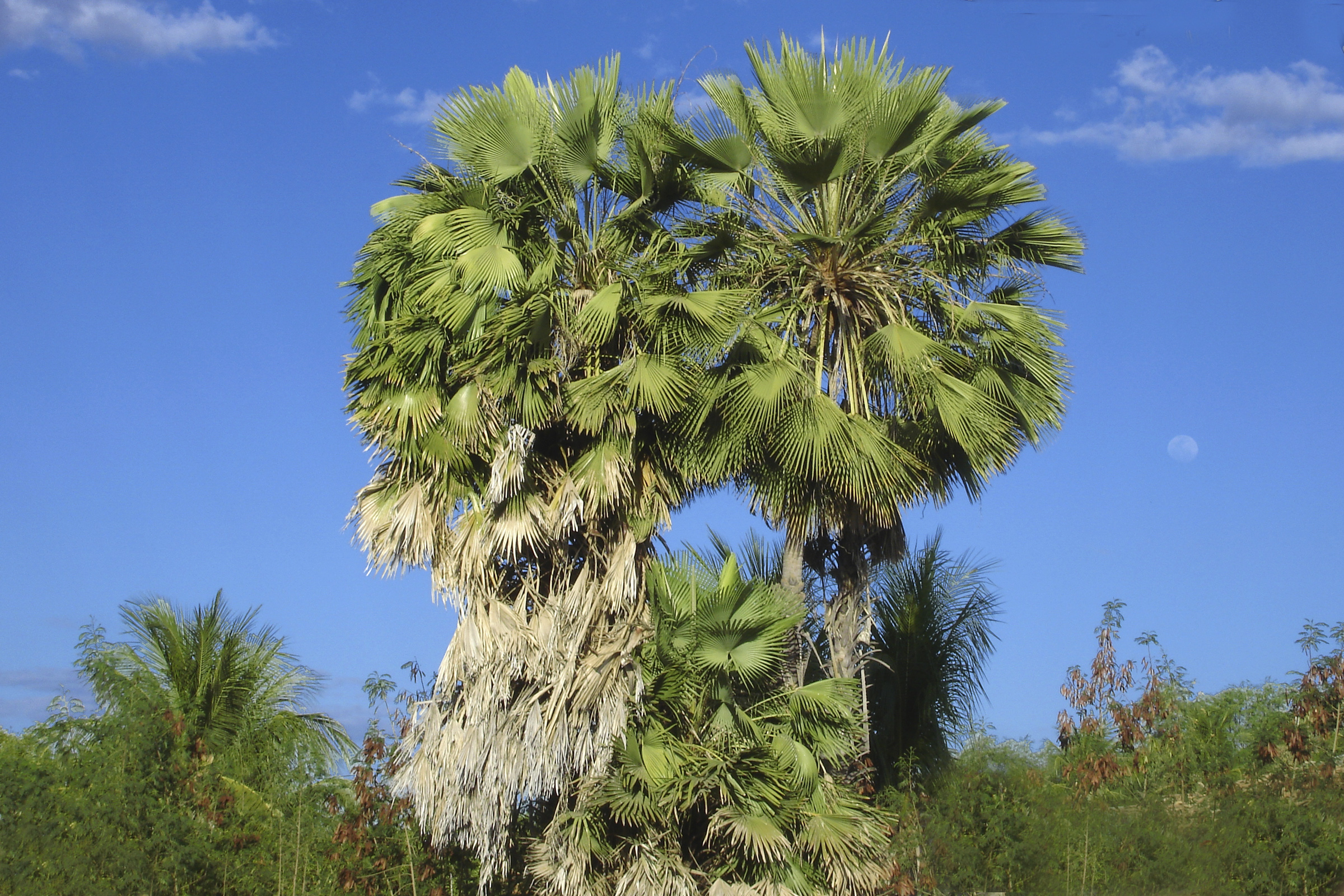
Carnaúba.

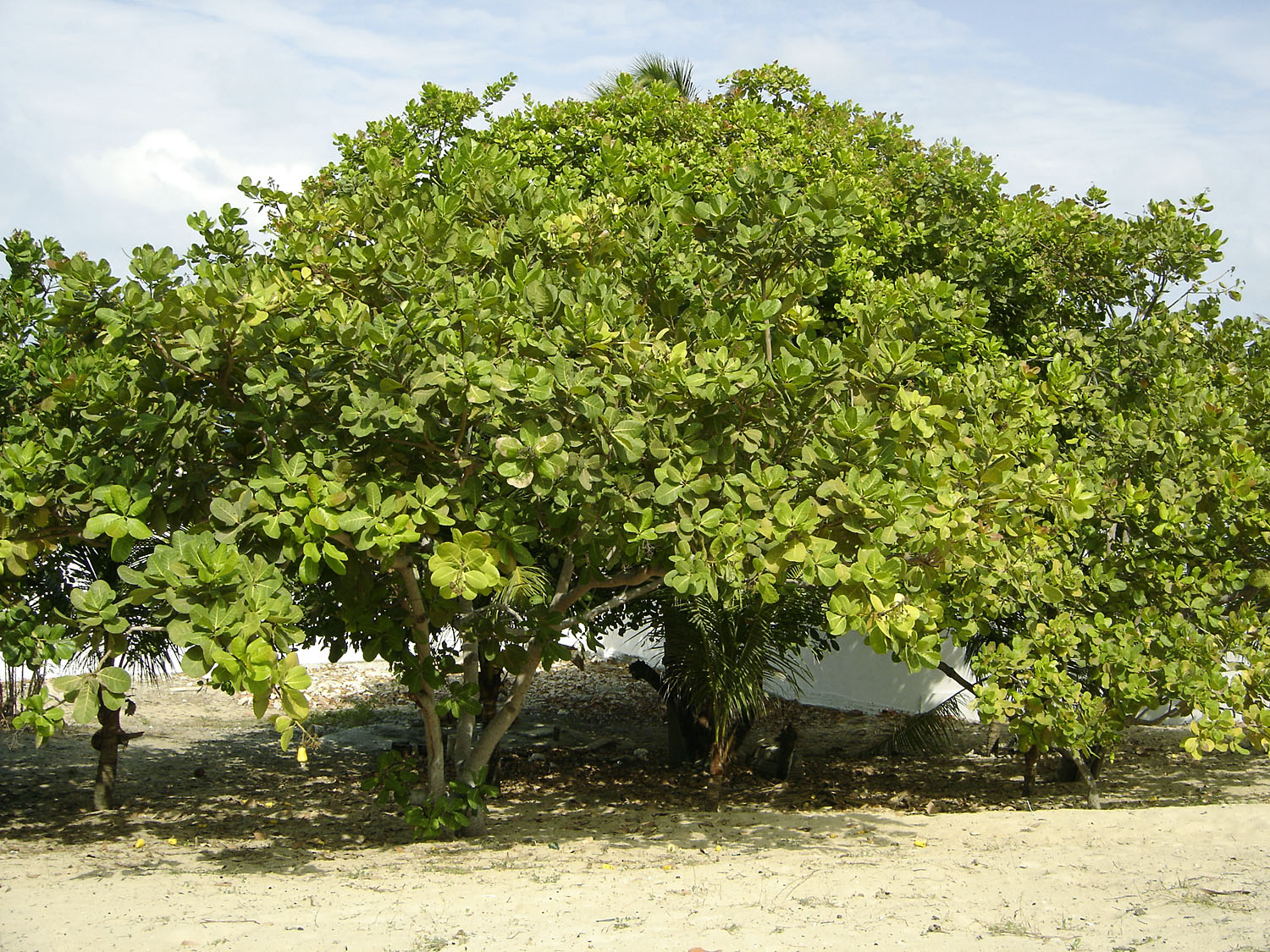
Cajueiro.

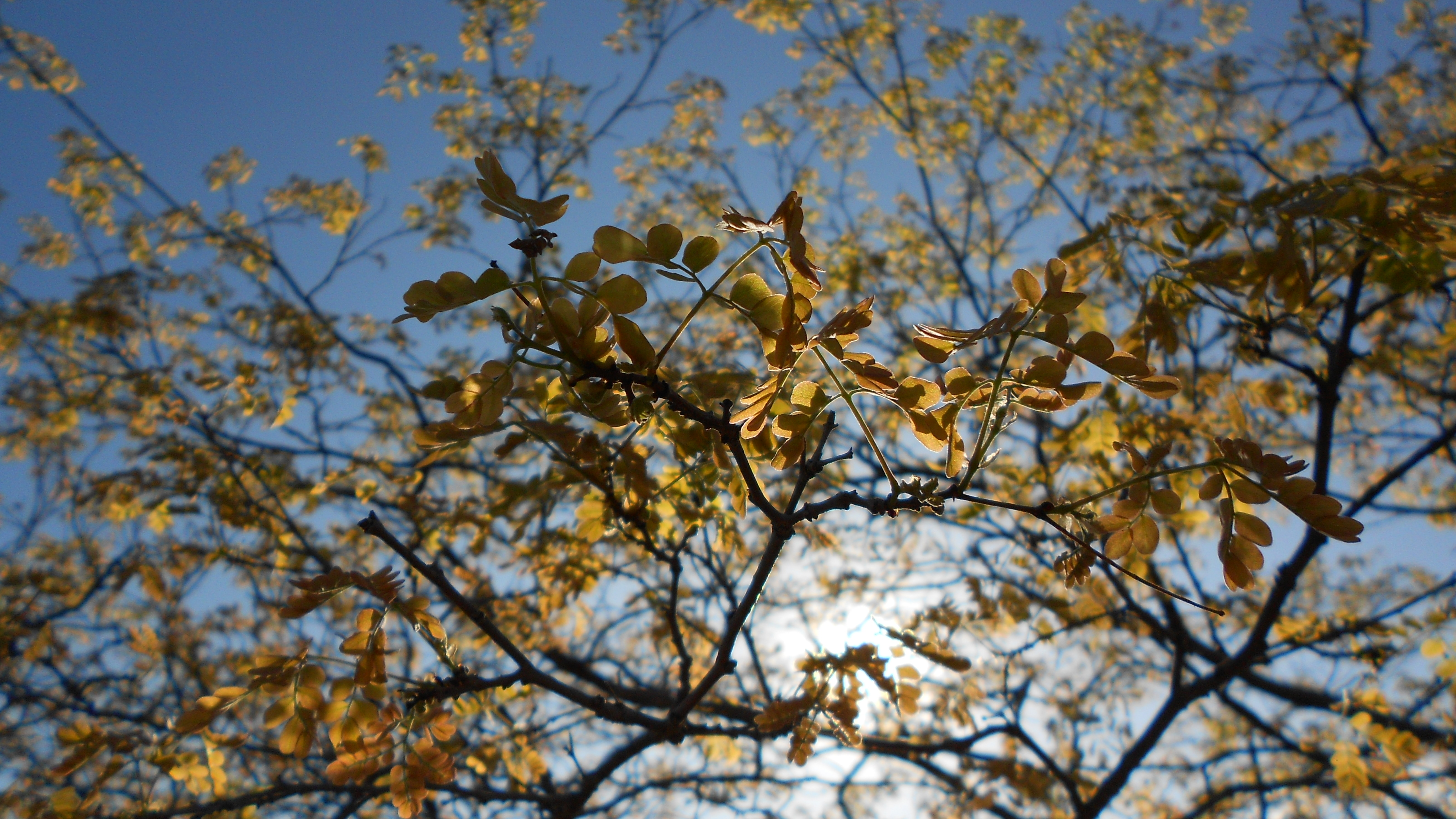
Catingueira.

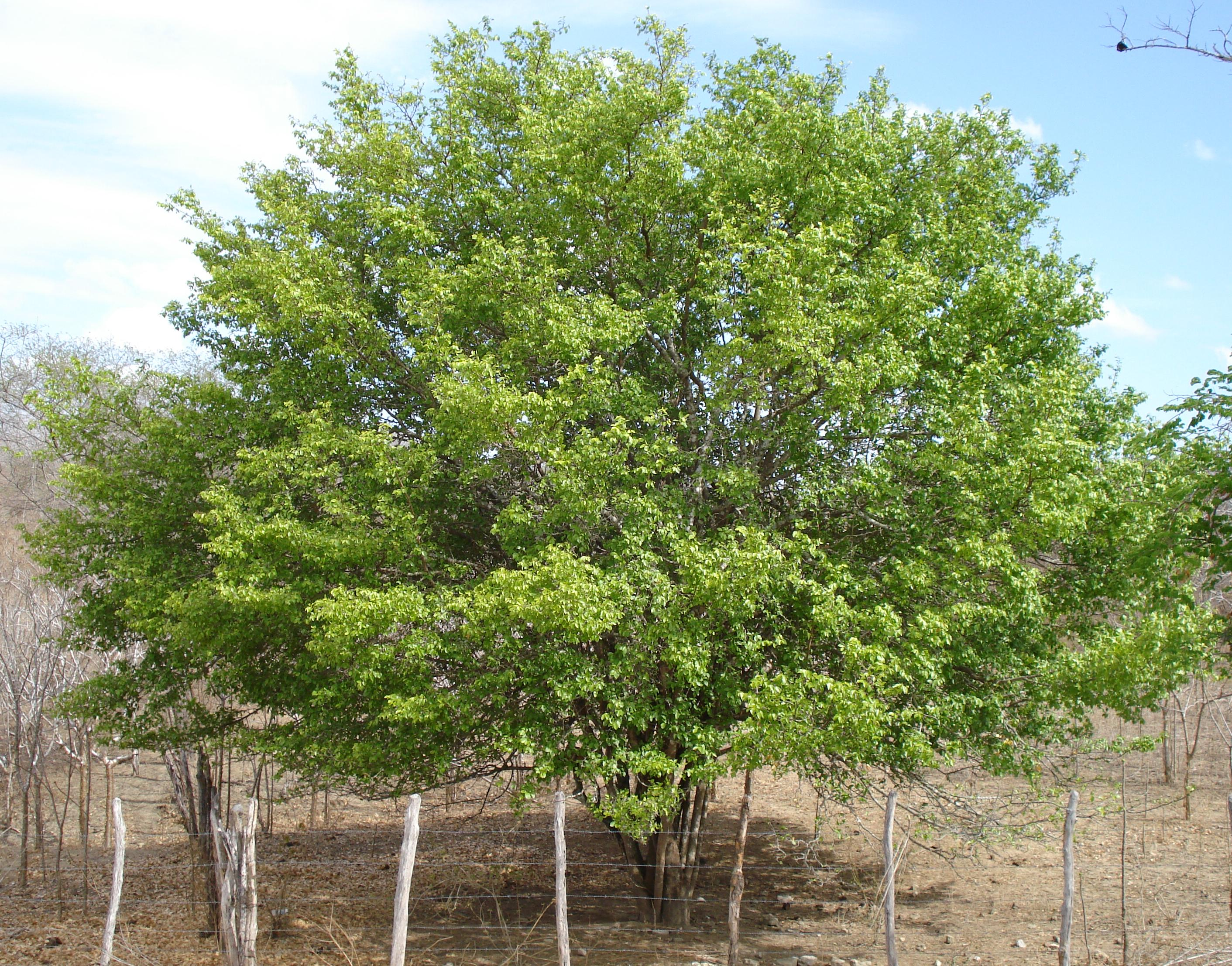
Juazeiro.

A Flora do Ceará, estado situado na região Nordeste do Brasil, é diversificada e composta por uma ampla variedade de espécies vegetais adaptadas às condições climáticas e ambientais características da região. Desde os tempos coloniais, a flora cearense despertou o interesse de naturalistas e pesquisadores, que se dedicaram a estudar e catalogar suas espécies. A flora do Ceará é um patrimônio natural de grande valor, que merece ser estudado, preservado e valorizado como parte essencial da identidade e da riqueza biológica do estado.

## Histórico
A flora e vegetação do estado do Ceará têm sido objeto de estudo desde o século XVII. O naturalista e matemático alemão Georg Marggraf, conhecido como George Marcgraf, foi o primeiro cientista a explorar o território cearense em busca de informações sobre as espécies vegetais, entre junho e agosto de 1639. O primeiro trabalho dedicado exclusivamente à flora do Ceará foi publicado em 1818 pelo naturalista brasileiro João da Silva Feijó, pioneiro no estudo da natureza cearense. Sua obra, intitulada “Collecção descriptiva das plantas da capitania do Ceará”, resultou de pesquisas realizadas nos anos 1814-1815.
Desde então, diversos naturalistas, botânicos, ecólogos e fitogeógrafos, como Prisco Bezerra, Afrânio Gomes Fernandes, Edson Paula Nunes e Maria Angélica Figueiredo, contribuíram para o conhecimento atual das espécies que compõem a flora do Ceará. O uso de herbários (coleções de plantas secas) e o trabalho de taxonomistas foram fundamentais para ampliar o conhecimento sobre a flora e a conservação da biodiversidade brasileira.

## Características
O clima predominante no Ceará é o semiárido, caracterizado por baixa precipitação pluviométrica e altas temperaturas, fatores que influenciam diretamente na distribuição e na composição da vegetação. No entanto, apesar das condições adversas, o estado abriga uma rica biodiversidade vegetal, com espécies adaptadas à escassez de água e às altas temperaturas.
Dentre as formações vegetais encontradas no Ceará, destacam-se a caatinga, o cerrado e a mata atlântica. A caatinga é o bioma predominante na região, caracterizado por vegetação de porte baixo, com presença de cactáceas, arbustos e árvores espinhosas, adaptadas à aridez do clima. Já o cerrado, presente em áreas de transição entre o semiárido e o interior do estado, é marcado pela presença de árvores de pequeno porte, como o juazeiro e a baraúna, além de gramíneas e ervas.
Nas áreas de relevo mais elevado, como a Serra da Ibiapaba e a Chapada do Araripe, encontram-se remanescentes de mata atlântica, com espécies de árvores de grande porte, como a carnaúba, o angico e o pau-brasil, além de uma diversidade de plantas epífitas e bromélias.
Além das formações vegetais naturais, o Ceará também conta com uma rica flora ornamental, presente em parques, jardins e áreas urbanas, com destaque para espécies como o ipê-amarelo, o flamboyant e o pau-d'arco, que embelezam as paisagens locais e atraem visitantes e turistas.

## Lista de Angiospermas do Ceará
A Lista de Angiospermas do Ceará, é um projeto lançado em dezembro de 2020, e se trata de uma compilação atualizada das espécies vegetais, resultado do esforço de pesquisadores de diversas instituições, e conta com 2.465 espécies, distribuídas em 890 gêneros e 153 famílias. Esta lista é constantemente atualizada à medida que novas espécies são descobertas ou quando ocorrem mudanças taxonômicas. Além disso, um grupo de trabalho está sendo formado para incluir informações sobre algas, briófitas, samambaias e licófitas encontradas no Ceará.

## Conservação
A conservação da flora do Ceará é uma preocupação constante, dada a importância desses ecossistemas para a manutenção da biodiversidade e para o equilíbrio ambiental. Diversas áreas protegidas, como parques estaduais e reservas biológicas, contribuem para a preservação de espécies vegetais ameaçadas e para a promoção do desenvolvimento sustentável no estado.